# Mô hình động cơ thúc đẩy
Mô hình động cơ thúc đẩy (hay còn gọi là mô hình Porter-Lawler) là một mô hình động cơ thúc đẩy hoàn hảo hơn mà phần lớn được xây dựng trên thuyết kỳ vọng. Mô hình được phát triển bởi L.W.Porter và E.F. Lawler, sau đó là Robins và các cộng sự năm 2002.
Như mô hình cho thấy, toàn bộ sự cố gắng hay sức mạnh của động cơ thúc đẩy tùy thuộc vào giá trị của phần thưởng và xác suất hay khả năng nhận được phần thưởng đó. Tiếp đó, kết quả thực hiện nhiệm vụ được xác định bởi động cơ thúc đẩy, khả năng làm việc của con người (kiến thức và kỹ năng) và sự nhận thức về nhiệm vụ cần thiết. Sự thực hiện tốt nhiệm vụ tất yếu sẽ dẫn đến phần thưởng nội tại (tiền bạc, hiện vật) và phần thưởng bên ngoài (điều kiện làm việc, địa vị). Những phần thưởng này cùng với phần thưởng hợp lý theo nhận thức (nghĩa là mỗi cá nhân nhận thức về tính hợp lý và sự công bằng đối với sự tương thưởng) sẽ dẫn đến sự hài lòng. Như vậy sự hài lòng là kết quả tổng hợp của nhiều phần thưởng. Do đó, lý thuyết về động cơ thúc đẩy của hai tác giả L.W.Porter và E.F. Lawler (1968) là một trong những cơ sở lý thuyết có ý nghĩa được xem xét dưới góc độ của nghiên cứu này.